# Pilosocereus zahrae
Pilosocereus zahrae ist eine Pflanzenart in der Gattung Pilosocereus aus der Familie der Kakteengewächse (Cactaceae). Das Artepitheton ehrt den maltesischen Kakteenliebhaber René Zahra.

## Beschreibung
Pilosocereus zahrae wächst einzeln oder leicht von der Basis verzweigt und erreicht Wuchshöhen von bis zu 0,4 Metern. Die aufrechten, grünen Triebe haben Durchmesser von bis zu 3,5 Zentimetern. Es sind ca. 16 Rippen vorhanden. Die darauf befindlichen ovalen Areolen sind ca. 2 Millimeter lang und 1,5–2 Millimeter breit. Die nadelförmigen Dornen sind dünn, flexibel und goldgelb. Die Mittel- und Randdornen sind kaum voneinander unterscheidbar. In der Regel haben 6–8 Mitteldornen eine Länge von bis zu 2,2 Zentimeter. Die 8–16 strahlig angeordneten Randdornen sind bis zu 8 Millimeter lang. Ein blühfähiger Teil der Triebe ist deutlich ausgeprägt. Er umfasst auf einer Länge von bis zu 5 Zentimetern bis zu 5 Rippen. Aus den blühfähigen Areolen entspringen weiße Haare und goldgelbe Borsten von bis zu 3,3 Zentimeter Länge.
Die etwas glocken-trichterförmigen, Fledermaus-Blüten sind an der Außenseite zunächst grün, später bei Anthese rötlich. Sie sind bis zu 3,5 Zentimeter lang und weisen Durchmesser von bis zu 3,3 Zentimetern auf. Die bei Reife roten, niedergedrückt kugelförmigen Früchte sind bis zu 2–3 Zentimeter lang, erreichen Durchmesser von bis zu 3 Zentimetern und enthalten ein rosarotes Fruchtfleisch. Die Samen sind glatt, glänzend schwarz, ca. 2 Millimeter lang und ca. 1 Millimeter lang.

## Verbreitung, Systematik und Gefährdung
Pilosocereus zahrae wurde 1983 im Süden des brasilianischen Bundesstaates Bahia erstmals bei Licinio Almeida in einer Höhe von ca. 1000 m von Pierre Braun und Leopoldo Horst entdeckt, seitdem leider nicht mehr wiedergefunden. Bereits damals war die Region sehr stark entwaldet, so dass zu befürchten steht, dass die Art inzwischen in Natur ausgestorben ist.
Die Erstbeschreibung wurde 2019 von Pierre Josef Braun veröffentlicht.
In der Roten Liste gefährdeter Arten der IUCN wird die Art bislang noch nicht offiziell geführt; in der Erstbeschreibung wird eine Einstufung von mindestens „vom Aussterben bedroht“ empfohlen.

## Nachweise
- Pierre J. Braun: Pilosocereus zahrae (Cactaceae) – eine neue Art aus Bahia, Brasilien. In: Kakteen und andere Sukkulenten. Band 70, Nr. 5, 2019, S. 145–150.